# Blankenfelde-Mahlow

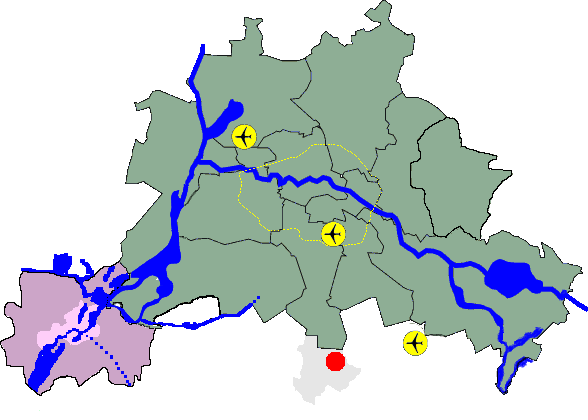
Lage an der Stadtgrenze Berlins (roter Punkt)

Blankenfelde-Mahlow ist eine amtsfreie Gemeinde im nördlichen Teil des Landkreises Teltow-Fläming in Brandenburg.

## Geographie
Die Gemeinde liegt südlich von Berlin. Sie grenzt an den Berliner Ortsteil Lichtenrade. Weitere Nachbargemeinden sind Schönefeld (mit dem Flughafen Berlin Brandenburg) im Osten, Großbeeren im Nordwesten, Ludwigsfelde im Südwesten und Rangsdorf im Süden und Südosten.

## Gemeindegliederung
Die Gemeinde Blankenfelde-Mahlow gliedert sich in folgende Ortsteile:
- Blankenfelde
- Dahlewitz
- Groß Kienitz
- Jühnsdorf
- Mahlow mit den bewohnten Gemeindeteilen Glasow (am 1. Juli 1950 eingemeindet), Roter Dudel und Waldblick sowie den Wohnplätzen Fuchsberg und Mahlow Dorf[3]

## Geschichte
Die Geschichte der Gemeinde bis 2003 ist die Geschichte der heutigen fünf Ortsteile. Sie gehörten seit 1817 zum Kreis Teltow in der preußischen Provinz Brandenburg und ab 1952 zum Kreis Zossen im DDR-Bezirk Potsdam. Seit 1993 liegen die Orte im brandenburgischen Landkreis Teltow-Fläming.
Die Gemeinde Blankenfelde-Mahlow entstand am 26. Oktober 2003 durch den Zusammenschluss der fünf vorher selbstständigen Gemeinden Blankenfelde, Dahlewitz, Groß Kienitz, Jühnsdorf und Mahlow.

### Blankenfelde
Blankenfelde wurde 1375 erstmals urkundlich erwähnt. Ein wesentlicher Teil dieses Ortsteiles, die so genannte Gagfah-Siedlung, entstand jedoch erst in den 1930er Jahren, nachdem die Süd-Berlin Bodenaktiengesellschaft das Areal erworben und parzelliert hatte. Dadurch erhöhte sich die Einwohnerzahl erheblich – von 766 Einwohnern im Jahr 1930 auf 6228 Einwohner im Jahr 1939.

### Dahlewitz
Dahlewitz wurde am 24. Februar 1305 erstmals urkundlich erwähnt. Nach dem Bau der Bahnstrecke Berlin–Dresden wurde in Dahlewitz im Jahr 1884 der Bahnhof in Betrieb genommen. Zusätzlich gab es mit der Gutsbahn Dahlewitz von 1895 bis 1945 eine Anschlussstrecke vom Bahnhof Dahlewitz zum Gut Dahlewitz.

### Mahlow
Mahlow wurde 1287 erstmals urkundlich erwähnt. Nachdem der Ort 1875 einen Bahnhof erhalten hatte, wanderten wohlhabende Berliner zu. 1945 wurde Mahlow Kreisstadt des Kreises Teltow bis zu dessen Auflösung 1952. Bereits 1950 wurde die Gemeinde Glasow mit der Gemeinde Mahlow zusammengelegt. Durch den Bau der Berliner Mauer ab 13. August 1961 wurden die Verkehrsverbindungen nach Berlin gekappt. Erst nach dem Mauerfall 1989 kamen diese Verbindungen wieder in Gang. Am 31. August 1992 wurde mit dem Lückenschluss der Dresdener Bahn zwischen Lichtenrade und Mahlow die S-Bahn-Verbindung wiederhergestellt.
Am 16. Juni 1996 wurde Noël Martin in Mahlow Opfer eines rassistisch motivierten Übergriffs.
Im Jahr 2006 bekam Mahlow eine neue Umgehungsstraße, die die vielbefahrene Ortsdurchfahrt entlastet und innerorts Lärm und CO2-Belastung verringern soll.

## Bevölkerungsentwicklung
| Jahr | Blankenfelde | Dahlewitz | Groß Kienitz | Jühnsdorf | Mahlow | Glasow |
| ---- | ------------ | --------- | ------------ | --------- | ------ | ------ |
| 1875 | 00 465       | 0 305     | 169          | 246       | 0 299  | 0 411  |
| 1910 | 00 729       | 0 468     | 170          | 215       | 0 630  | 0 434  |
| 1939 | 06.228       | 1.628     | 181          | 236       | 2.563  | 2.014  |
| 1946 | 06.667       | 1.760     | 266          | 299       | 2.654  | 2.099  |
| 1950 | 07.449       | 1.902     | 260          | 275       | 4.803  |        |
| 1971 | 07.192       | 1.940     | 158          | 231       | 5.430  |        |
| 1990 | 07.820       | 1.705     | 126          | 179       | 4.770  |        |
| 1995 | 07.899       | 1.662     | 204          | 262       | 5.594  |        |
| 2000 | 10.241       | 1.827     | 245          | 256       | 8.738  |        |
| 2002 | 10.365       | 1.918     | 300          | 285       | 9.789  |        |

| Jahr | Blankenfelde-Mahlow |
| ---- | ------------------- |
| 2003 | 23.074              |
| 2005 | 24.210              |
| 2010 | 25.718              |
| 2015 | 26.319              |
| 2020 | 28.606              |
| 2021 | 28.761              |
| 2022 | 29.015              |
| 2023 | 29.208              |
| 2024 | 29.129              |

Gebietsstand des jeweiligen Jahres, Einwohnerzahl: Stand 31. Dezember (ab 1991), ab 2011 auf Basis des Zensus 2011, ab 2022 auf Basis des Zensus 2022

## Politik

### Gemeindevertretung
Die Gemeindevertretung von Blankenfelde-Mahlow besteht aus 32 Gemeindevertretern und dem hauptamtlichen Bürgermeister. Die Kommunalwahl am 9. Juni 2024 führte bei einer Wahlbeteiligung von 65,5 % zu folgendem Ergebnis:
| Partei / Wählergruppe                         | Stimmen 2014 | Stimmen 2019 | Stimmen 2024 |    | Sitze 2014 | Sitze 2019 | Sitze 2024 |
| AfD                                           | 07,7 %       | 15,9 %       | 22,6 %       | 2  | 5          | 7          |            |
| SPD                                           | 23,7 %       | 18,5 %       | 19,3 %       | 7  | 6          | 6          |            |
| CDU                                           | 18,9 %       | 14,0 %       | 18,2 %       | 6  | 5          | 6          |            |
| Freie Wählergruppe                            | 08,2 %       | 10,5 %       | 12,8 %       | 3  | 4          | 4          |            |
| BVB / Freie Wähler Blankenfelde-Mahlow        | –            | –            | 11,4 %       | –  | –          | 4          |            |
| Bündnis 90/Die Grünen                         | 06,6 %       | 12,8 %       | 06,5 %       | 2  | 4          | 2          |            |
| Die Linke                                     | 15,4 %       | 10,4 %       | 04,8 %       | 5  | 3          | 2          |            |
| FDP                                           | 01,9 %       | 04,3 %       | 04,4 %       | 1  | 1          | 1          |            |
| BürgerBündnis Blankenfelde-Mahlow             | 06,4 %       | 04,6 %       | –            | 2  | 2          | –          |            |
| BVBB-Wählergruppe Mitglieder & Sympathisanten | 08,9 %       | 04,1 %       | –            | 3  | 1          | –          |            |
| Einzelkandidat Gregor Schiller                | –            | 02,7 %       | –            | –  | 1          | –          |            |
| Einzelkandidat Kay-Uwe Schoechert             | –            | 00,9 %       | –            | –  | –          | –          |            |
| Einzelkandidat Robert Kieschke                | –            | 00,7 %       | –            | –  | –          | –          |            |
| Einzelkandidat Roland Hahn                    | –            | 00,4 %       | –            | –  | –          | –          |            |
| Wählergruppe Pro Volkssolidarität             | –            | 00,2 %       | –            | –  | –          | –          |            |
| Einzelkandidatin Rosemarie Müller             | 02,4 %       | –            | –            | 1  | –          | –          |            |
| Insgesamt                                     | 100 %        | 100 %        | 100 %        | 32 | 32         | 32         |            |

In den einzelnen Ortsteilen werden Ortsbeiräte gewählt:
- Blankenfelde mit fünf Mitgliedern
- Dahlewitz mit fünf Mitgliedern
- Groß Kienitz mit drei Mitgliedern
- Jühnsdorf mit drei Mitgliedern
- Mahlow mit fünf Mitgliedern

### Bürgermeister
- 2003–2019: Ortwin Baier (SPD)[13]
- seit 2019: Michael Schwuchow (SPD)

Schwuchow wurde in der Bürgermeisterstichwahl am 22. September 2019 mit 56,8 % der gültigen Stimmen für eine Amtszeit von acht Jahren gewählt.

### Wappen
| Wappen von Blankenfelde-Mahlow | Blasonierung: „In Gold mit blauer Wellenleiste in der Schildhauptstelle eine aus dem unteren Schildrand wachsende grüne fünfblättrige Linde, überhöht von einem abgeflachten roten Leistensparren.“ |
| Wappen von Blankenfelde-Mahlow | Das Wappen wurde am 12. November 2018 genehmigt. |

### Flagge
Die Flagge der Gemeinde ist Gelb – Grün – Gelb (1:5:1) gestreift und mittig mit dem Gemeindewappen belegt.

### Dienstsiegel
Das Dienstsiegel zeigt das Gemeindewappen mit der Umschrift: „• GEMEINDE BLANKENFELDE-MAHLOW • LANDKREIS TELTOW-FLÄMING“.

### Partnerschaften
Partnerschaften bestehen seit 1992 mit der Kreisstadt Bad Ems aus Rheinland-Pfalz, seit 2005 mit der Gemeinde Tószeg in Ungarn und seit 2015 mit Kretinga (Litauen).

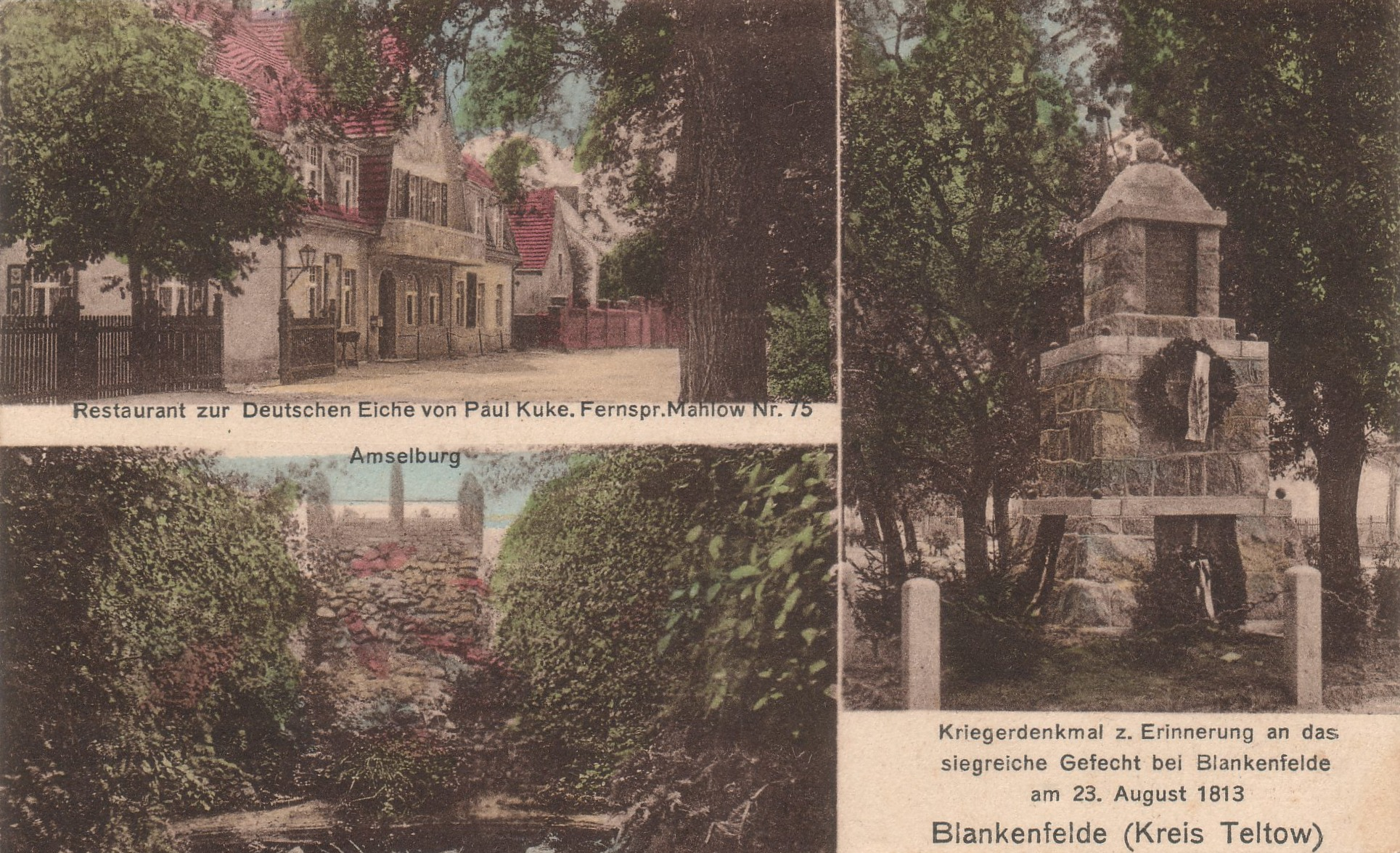
Gemeinde Blankenfelde, 1896

## Sehenswürdigkeiten
In der Liste der Baudenkmale in Blankenfelde-Mahlow und der Liste der Bodendenkmale in Blankenfelde-Mahlow stehen die in der Denkmalliste des Landes Brandenburg eingetragenen Kulturdenkmale.

### Bauwerke

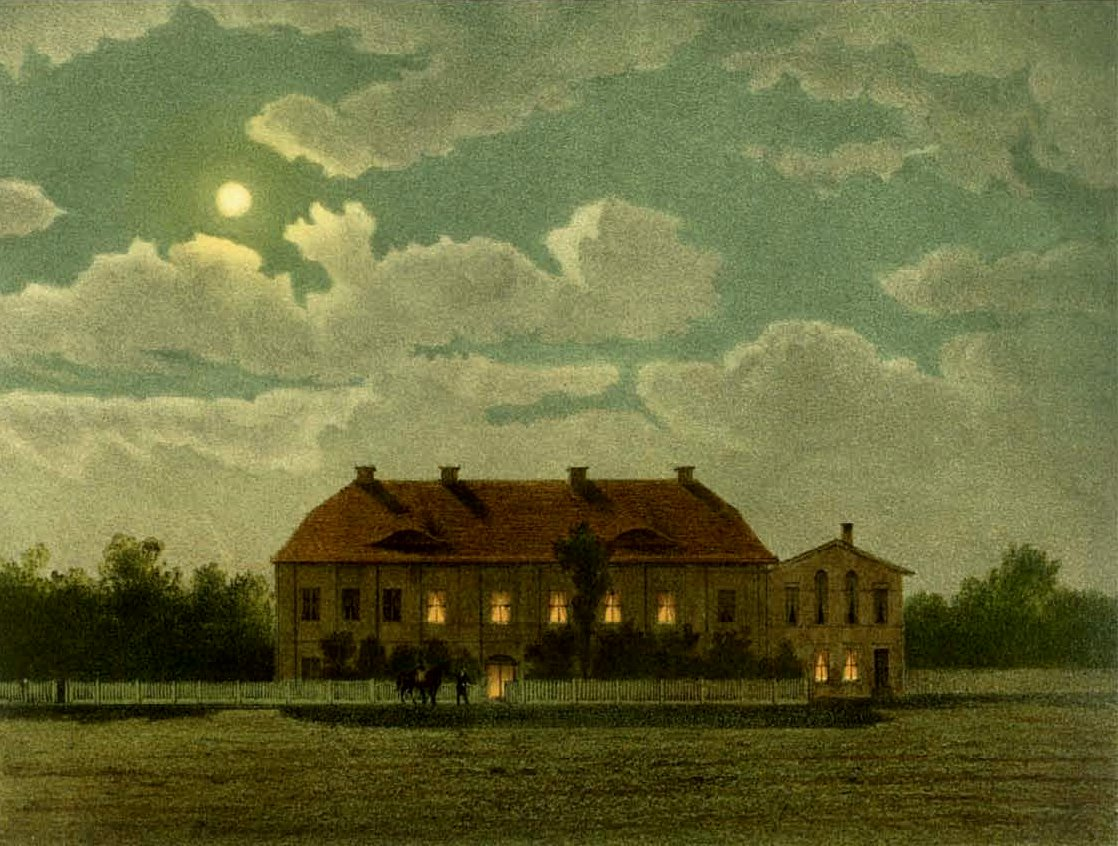
Gut Blankenfelde um 1860, Sammlung Alexander Duncker

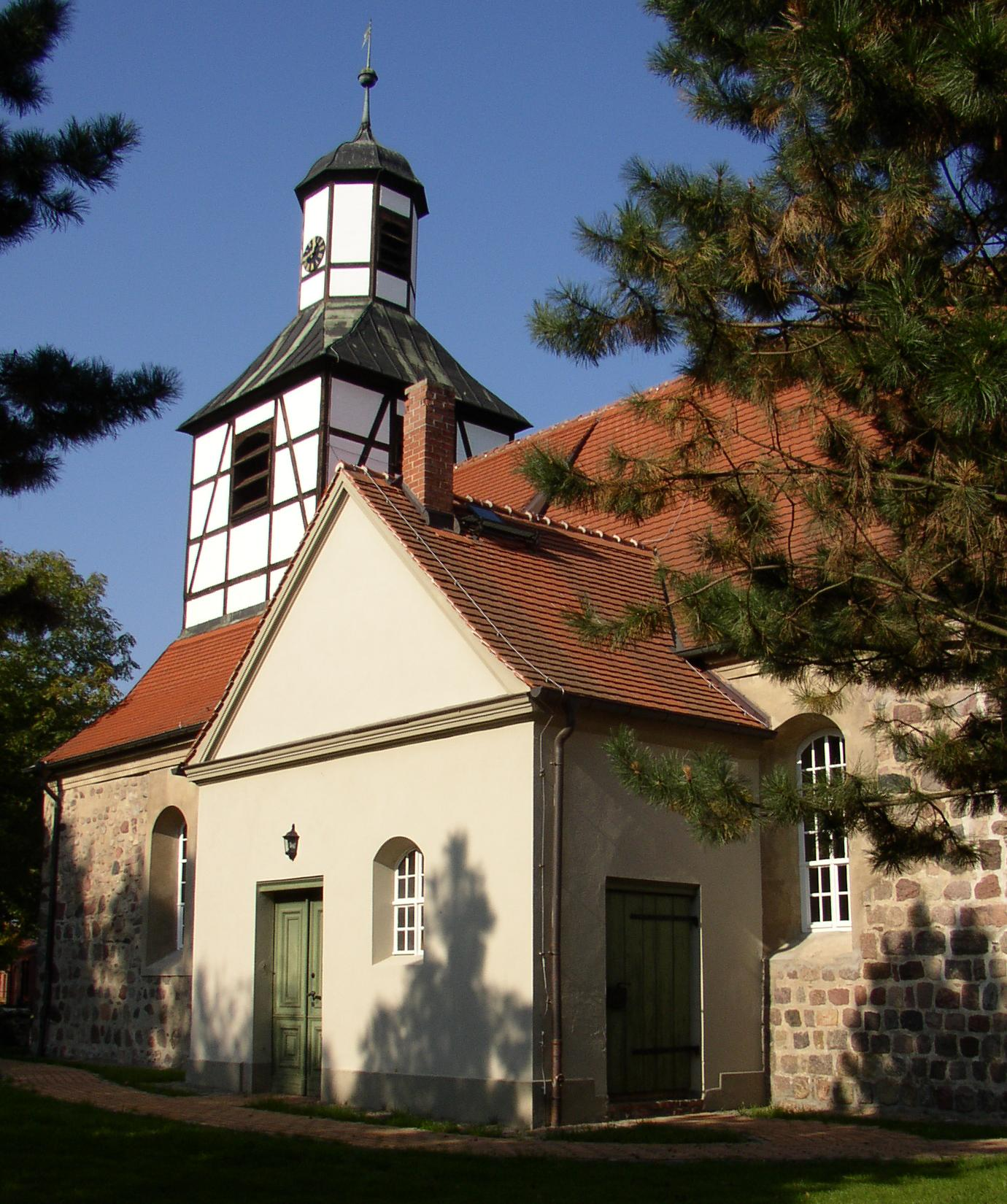
Denkmalgeschützte Kirche in Blankenfelde

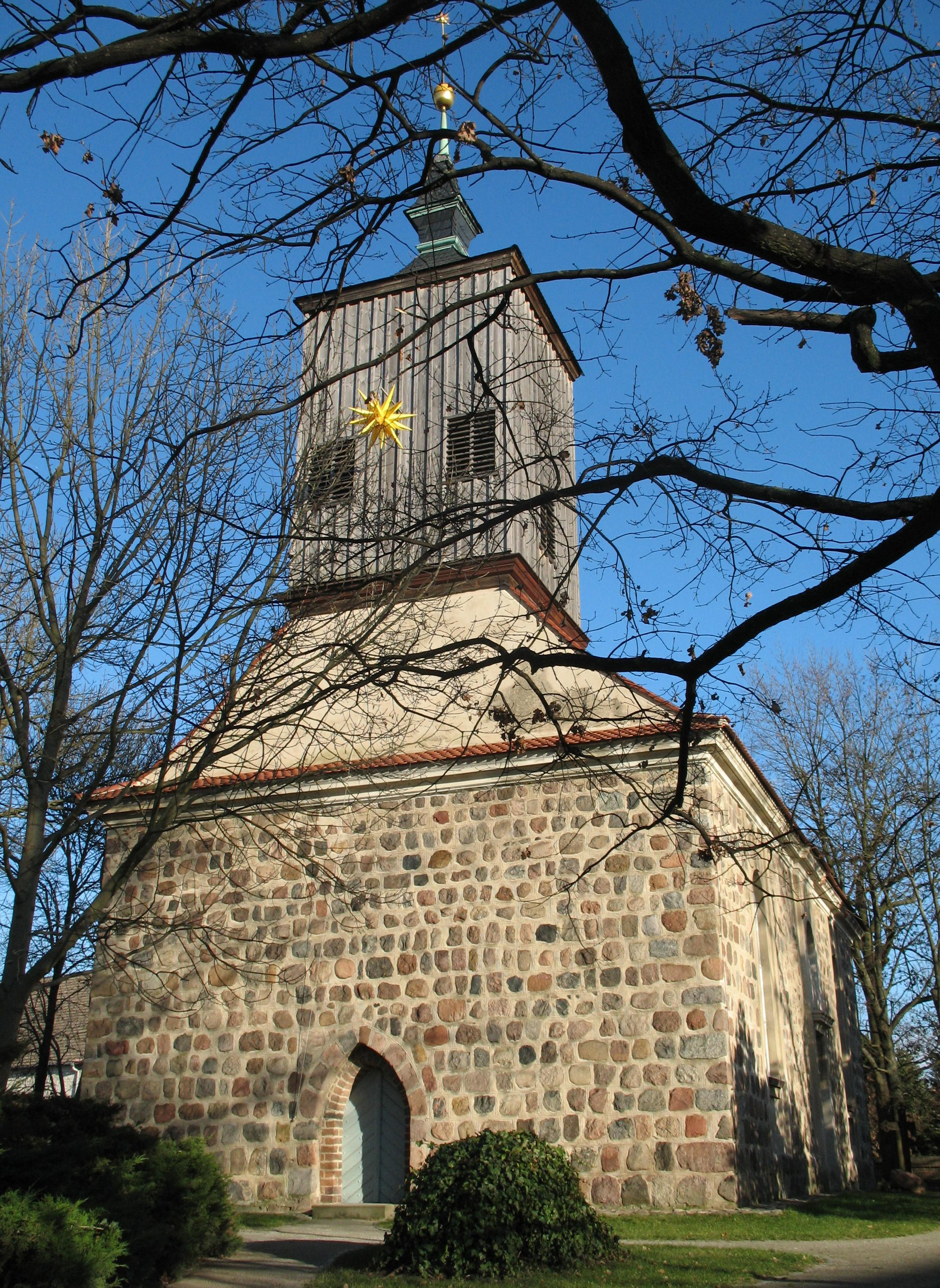
Kirche in Mahlow

Die Ortsteile haben charakteristische Dorfkirchen, zum Beispiel die Dorfkirche Mahlow sowie die Dorfkirche Glasow, die im 13. Jahrhundert entstanden. Ein Jahrhundert später wurde die Dorfkirche Jühnsdorf errichtet. Im Ortsteil Blankenfelde wurde ein früheres Gutsherrenhaus im Neorenaissance-Stil schlossartig umgebaut. In den Nachkriegsjahren stand es längere Zeit leer und wurde dann abgerissen. Nach der Wende erbaute man an derselben Stelle einen Supermarkt und eine Drogerie. Die Dorfkirche Blankenfelde entstand aus Feldsteinen in der zweiten Hälfte des 13. Jahrhunderts. Die ursprünglich reichhaltige Ausstattung wurde bei einem Brand 1740 fast vollständig zerstört.

### Parks
Die Promenade im Ortsteil Blankenfelde wurde 1933 zur schönsten Deutschlands ernannt. Sie befand sich inmitten der von zugezogenen Berlinern gerade gebauten Wohnsiedlung, die heute den Ortskern von Blankenfelde bildet.
2011 wurde der (Ausgleichsmaßnahme des Flughafens) sanierte Gutspark Dahlewitz wieder für die Öffentlichkeit freigegeben. Der Gutspark liegt direkt an der Landesstraße L 402 zwischen Dahlewitz und Groß Kienitz.
Des Weiteren verfügt der Ortsteil Blankenfelde über den Natursportpark auf dem ehemaligen Kasernengelände im Jühnsdorfer Weg.

### Natur
Teile des Landschaftsschutzgebiets Diedersdorfer Heide und Großbeerener Graben gehören zur Gemeinde.

### Ort der Vielfalt
Am 23. September 2008 erhielt die Gemeinde den von der Bundesregierung verliehenen Titel „Ort der Vielfalt“.

## Wirtschaft und Infrastruktur

### Wirtschaft
Im Süden der Gemeinde befindet sich das größte Gewerbegebiet im Ortsteil Dahlewitz.
Weitere Gewerbegebiete befinden sich in Groß Kienitz und in Mahlow östlich und westlich direkt an der B 96 neu gelegen.

### Straßenverkehr
Blankenfelde-Mahlow liegt an der Bundesstraße B 96 zwischen der Berliner Landesgrenze (Bezirk Tempelhof-Schöneberg) und Zossen, der Landesstraße L 40 zwischen Potsdam und Königs Wusterhausen sowie der L 76 nach Teltow. Die nächstgelegene Autobahnanschlussstelle ist Rangsdorf an der A 10, dem südlicher Berliner Ring.

### Bahnverkehr
Seit 1992 ist Blankenfelde-Mahlow mit den Stationen Mahlow und Blankenfelde (Kr Teltow-Fläming) wieder mit der S-Bahnlinie2 aus Berlin über die Dresdener Bahn erreichbar, nachdem diese ursprünglich bis Rangsdorf gehende Verbindung 1961 im Zuge des Baus der Berliner Mauer abgetrennt und eingestellt wurde. Endbahnhof ist nun Blankenfelde.
Mit der Regionalbahn erreicht man die Bahnhöfe Blankenfelde und Dahlewitz mit der Regional-Express-Linie RE 8 Berlin Hbf–Doberlug-Kirchhain–Elsterwerda / Finsterwalde und der Regionalbahnlinie RB 24 Flughafen BER–Rangsdorf.

### Schulen
In Mahlow befinden sich die Grundschule Astrid Lindgren, die Herbert-Tschäpe-Grundschule, die Allgemeine Förderschule Schule am Waldblick und die Evangelische Grundschule Mahlow.
In Blankenfelde gibt es die Wilhelm-Busch-Grundschule, die Ingeborg-Feustel-Grundschule und das Kopernikus-Gymnasium.
In Dahlewitz gibt es die Oberschule Herbert Tschäpe.

## Persönlichkeiten

### Söhne und Töchter der Gemeinde
- Karl Friedrich August Kühns, (1808–1888), Pädagoge, in Blankenfelde geboren
- Helene von Hülsen, geborene Gräfin von Haeseler (1829–1892), Schriftstellerin und Salonnière, in Blankenfelde geboren
- Richard Neuhauss (1855–1915), Arzt und Anthropologe
- Nikolai von Michalewsky (1931–2000), Schriftsteller, in Dahlewitz geboren
- Manfred Görg (1938–2012), katholischer Theologe und Ägyptologe, in Blankenfelde geboren
- Eberhard Schulz (1946–1966), Todesopfer an der Berliner Mauer, in Glasow geboren
- Hans-Joachim Hacker (* 1949), Politiker (SPD), in Mahlow geboren
- Jan-Michael Feustel (1951–2009), Kunsthistoriker und Autor, in Mahlow geboren
- Ralf-Rüdiger Targiel (* 1953), Archivar und Autor, in Blankenfelde oder in Mahlow geboren
- Dietmar Klemt, Politiker (SPD), Bürgermeister und Amtsdirektor 1992–2003

### Mit der Gemeinde verbundene Persönlichkeiten
- Günther Feustel, (1924–2011), Kinder- und Jugendbuchautor, Schöpfer der Figur Pittiplatsch, Lehrer in Blankenfelde
- Johannes Geccelli (1925–2011), Maler, lebte in Jühnsdorf
- Ingeborg Feustel (1926–1998), Kinderbuchautorin und Schöpferin der Figur Pittiplatsch, wohnte seit 1935 in Blankenfelde
- Dietrich Rohde (1933–1999), Bildhauer, lebte in Blankenfelde
- Gerhard Rappus (1934–2009), Gebrauchsgrafiker und Illustrator, lebte n Blankenfelde
- Dieter Manzke (1939–2001), Mordopfer, lebte in Dahlewitz
- Bernd Heimberger (1942–2013), Schriftsteller und Kommunalpolitiker (BürgerBündnisBlankenfelde)
- Richard Schröder (* 1943), lebt in Blankenfelde
- Jan Skuin (1943–2018), Metallbildhauer, lebte in Blankenfelde
- Renate Krößner (1945–2020), Schauspielerin, lebte in Mahlow
- Noël Martin (1959–2020), Opfer rechter Gewalt in Mahlow
- Corinna Drews (* 1962), Schauspielerin und Fotomodell, lebt in Dahlewitz
- Josef Heynert (* 1976), Schauspieler, ist in Blankenfelde aufgewachsen